# Giuseppe Ferruccio Montesano
Giuseppe Ferruccio Maria Montesano (Potenza, 4 ottobre 1868 – Roma, 9 agosto 1961) è stato uno psicologo e psichiatra italiano; può essere considerato uno dei fondatori della psicologia e della neuropsichiatria infantile  italiana.

## Biografia
Fratello del matematico Domenico Montesano, nacque a Potenza nel 1868 da Leonardantonio Angelandrea Achille Montesano, avvocato montemurrese, e Isabella Schiavone.
Si laureò in medicina all'Università la Sapienza di Roma nell'anno accademico 1890/1891. Cominciò la sua attività presso l'istituto di igiene diretto da Angelo Celli già durante gli studi accademici e nel 1896 passò alla clinica psichiatrica, dove collaborò con Sante De Sanctis ed Ezio Sciamanna.
Dal 1898 al 1923 fu primario nel manicomio di Santa Maria della Pietà e con Clodomiro Bonfigli, che ne era il direttore, presentò alla Camera dei Deputati un disegno di legge sulla questione dell'assistenza dei deficienti. Nel 1898 fu tra i fondatori della Lega nazionale per la protezione dei deficienti.
Con Bonfigli e con Maria Montessori, e con l'aiuto dell'allora ministro della pubblica istruzione, Baccelli, contribuì alla creazione dapprima di un comitato (1898) che divenne quindi (1901) la Lega nazionale per la protezione del fanciullo, di cui Bonfigli fu presidente, lui stesso segretario e Montessori assistente. Con Maria Montessori ebbe un lungo sodalizio professionale e affettivo, da cui nel 1898 nacque un figlio di nome Mario.
Con altri docenti universitari, creò nel 1900 la Scuola magistrale ortofrenica di Roma, per la preparazione degli insegnanti all'educazione ed all'istruzione nei minorati psichici nell'età evolutiva: fu il direttore della scuola fin dalla sua fondazione, avvalendosi dell'aiuto di Maria Montesano Levi della Vida, sua cognata.
Nel 1901 creò ancora l'Istituto medico-pedagogico del quale fu direttore dal 1904.
Dal 1909 fu libero docente di psichiatria e clinica psichiatrica nella facoltà di medicina dell'Università la Sapienza di Roma. Nello stesso anno fondò la prima classe differenziale in Italia, che fu annessa l'anno successivo dal comune di Roma. Nel 1911 fondò la rivista L'assistenza dei minorenni anormali. Fu fondatore e presidente nazionale della SIAME (Società italiana per l'assistenza medico-psico-pedagogica ai minorati dell'età evolutiva).
Nel primo dopoguerra fondò l'Opera nazionale per l'assistenza agli orfani di guerra anomali psichici, di cui fu vicepresidente e per la quale, come consulente, curò lo sviluppo degli istituti "Gaetano Giardino" di Roma e "Giovanni Pascoli" di Fornaci di Barga, in provincia di Lucca. Fu ancora promotore dell'Istituto medico-pedagogico "villa Silvia" di Roccapiemonte, in provincia di Salerno. Ricoprì anche la carica di relatore e conferenziere presso l'Università popolare romana (di cui tenne la presidenza dal 1948).
Nel palazzo familiare diede vita ad un attivo salotto culturale.
Fu deputato provinciale della regione Basilicata, consigliere ed assessore del comune di Roma dal 1920 al 1923 e dal 1944 al 1952 membro della deputazione provinciale di Roma, di cui fu anche vicepresidente.
Fu membro d'onore della Federazione Mondiale per la sanità mentale; nel 1958 ottenne la medaglia d'oro dei benemeriti della scuola e della cultura e fu membro di numerose società scientifiche e umanitarie.
Fu antesignano della teoria secondo la quale i fanciulli deficienti non dovessero essere segregati in manicomio, ma assistiti per potersi reintegrare gradualmente alla famiglia e alla scuola. Fu autore di oltre 160 pubblicazioni, tra cui Il bello e l'arte nell'educazione degli amorali.
Si spense a Roma il 9 agosto del 1961 all'età di 93 anni ed ebbe funerali di Stato.